# Olive Hill
Olive Hill és una població dels Estats Units a l'estat de Kentucky. Segons el cens del 2000 tenia 1.813 habitants.

## Demografia
Segons el cens del 2000, Olive Hill tenia 1.813 habitants, 791 habitatges, i 488 famílies. La densitat de població era de 348,3 habitants/km².
Dels 791 habitatges en un 26,5% hi vivien nens de menys de 18 anys, en un 44,5% hi vivien parelles casades, en un 14,5% dones solteres, i en un 38,2% no eren unitats familiars. En el 34,8% dels habitatges hi vivien persones soles el 18,6% de les quals corresponia a persones de 65 anys o més que vivien soles. El nombre mitjà de persones vivint en cada habitatge era de 2,28 i el nombre mitjà de persones que vivien en cada família era de 2,93.
Per edats la població es repartia de la següent manera: un 24,5% tenia menys de 18 anys, un 8,3% entre 18 i 24, un 24,4% entre 25 i 44, un 24,4% de 45 a 60 i un 18,4% 65 anys o més.
L'edat mediana era de 39 anys. Per cada 100 dones de 18 o més anys hi havia 78 homes.
La renda mediana per habitatge era de 22.958 $ i la renda mediana per família de 31.071 $. Els homes tenien una renda mediana de 24.063 $ mentre que les dones 19.191 $. La renda per capita de la població era de 12.628 $. Entorn del 16,7% de les famílies i el 24,8% de la població estaven per davall del llindar de pobresa.

## Poblacions més properes
El següent diagrama mostra les poblacions més properes.